# Via del Buon Consiglio
Via del Buon Consiglio är en gata i Rione Monti i Rom. Gatan löper från Via del Cardello till Via del Colosseo.

## Beskrivning
Gatan är uppkallad efter kyrkan Santa Maria del Buon Consiglio. Kyrkan, som har anor från medeltiden, eldhärjades år 1974 och dekonsekrerades kort därefter. Under 2000-talet restaurerades den och nykonsekrerades.

## Omgivningar
Kyrkobyggnader och kapell
- Santa Maria del Buon Consiglio
- Santa Maria in Carinis
- Santa Maria della Neve al Colosseo
- Santissimo Sacramento delle Zitelle Mendicanti

Gator och gränder
- Via del Cardello
- Via del Colosseo
- Vicolo del Buon Consiglio
- Via del Pernicone
- Via Frangipane
- Via delle Carine
- Via del Tempio della Pace
- Via Vittorino da Feltre

## Bilder
| - Santa Maria del Buon Consiglio. - Santa Maria in Carinis. - Santa Maria della Neve al Colosseo. |